# Адолф (Бавария)
Адолф (на немски: Adolf; * 7 януари 1434, Мюнхен; † пр. 24 октомври 1441, Мюнхен) от рода Вителсбахи, е номинално херцог на Бавария-Мюнхен от 1435 до 1441 г.

## Живот
Той е най-възрастният син на херцог Вилхелм III (1375 – 1435) и Маргарета фон Клеве (1416 – 1444). Брат му Вилхелм умира като бебе.
След смъртта на баща му на 13 септември 1435 г., Адолф е херцог само по име, управлението водят чичо му Ернст и неговият син Албрехт III.
Адолф умира на седем години.